# Chad Rau
Chad Anthony Jerome Rau, född 18 januari 1987, är en amerikansk professionell ishockeyspelare som spelar för SaiPa i Liiga. Han har tidigare spelat på NHL-nivå för Minnesota Wild och på lägre nivåer för Houston Aeros, Iowa Wild och Worcester Sharks i American Hockey League (AHL), EHC Black Wings Linz i Österrikiska ishockeyligan, Colorado College Tigers (Colorado College) i National Collegiate Athletic Association (NCAA) och Des Moines Buccaneers i United States Hockey League (USHL).
Rau draftades i sjunde rundan i 2005 års draft av Toronto Maple Leafs som 228:e spelare totalt.
Han är äldre bror till ishockeyspelaren Kyle Rau som är kontrakterad till NHL-organisationen Florida Panthers och spelar för deras primära samarbetspartner Portland Pirates i AHL.

## Statistik
| 2003–2004    | Eden Prairie High       |              | 23  | 34 | 24 | 58  | —  | —  | — | — | —  | — |
| 2004–2005    | Des Moines Buccaneers   | USHL         | 57  | 31 | 40 | 71  | 32 | —  | — | — | —  | — |
|              | U.S. National U18 Team  |              | 11  | 2  | 0  | 2   | 2  | —  | — | — | —  | — |
| 2005–2006    | Colorado College Tigers | NCAA         | 42  | 13 | 17 | 30  | 8  | —  | — | — | —  | — |
| 2006–2007    | Colorado College Tigers | NCAA         | 39  | 14 | 17 | 31  | 4  | —  | — | — | —  | — |
| 2007–2008    | Colorado College Tigers | NCAA         | 40  | 28 | 14 | 42  | 8  | —  | — | — | —  | — |
| 2008–2009    | Colorado College Tigers | NCAA         | 38  | 18 | 19 | 38  | 7  | —  | — | — | —  | — |
| 2009–2010    | Houston Aeros           | AHL          | 79  | 19 | 19 | 38  | 7  | —  | — | — | —  | — |
| 2010–2011    | Houston Aeros           | AHL          | 60  | 13 | 27 | 40  | 12 | 24 | 6 | 3 | 9  | 2 |
| 2011–2012    | Minnesota Wild          | NHL          | 9   | 2  | 0  | 2   | 0  | —  | — | — | —  | — |
|              | Houston Aeros           | AHL          | 67  | 14 | 21 | 35  | 2  | 4  | 0 | 0 | 0  | 2 |
| 2012–2013    | Houston Aeros           | AHL          | 60  | 16 | 11 | 27  | 6  | 5  | 1 | 2 | 3  | 0 |
| 2013–2014    | Iowa Wild               | AHL          | 33  | 1  | 6  | 7   | 0  | —  | — | — | —  | — |
|              | Worcester Sharks        | AHL          | 28  | 2  | 4  | 6   | 6  | —  | — | — | —  | — |
| 2014–2015    | EHC Black Wings Linz    | EBEL         | 24  | 3  | 4  | 7   | 2  | —  | — | — | —  | — |
|              | SaiPa                   | Liiga        | 26  | 9  | 5  | 14  | 0  | 7  | 4 | 2 | 6  | 2 |
| 2015–2016    | SaiPa                   | Liiga        | 54  | 25 | 16 | 41  | 0  | —  | — | — | —  | — |
| NHL totalt   | NHL totalt              | NHL totalt   | 9   | 2  | 0  | 2   | 0  | —  | — | — | —  | — |
| AHL totalt   | AHL totalt              | AHL totalt   | 327 | 65 | 88 | 153 | 33 | 33 | 7 | 5 | 12 | 4 |
| Liiga totalt | Liiga totalt            | Liiga totalt | 80  | 34 | 21 | 55  | 0  | 7  | 4 | 2 | 6  | 2 |
| EBEL totalt  | EBEL totalt             | EBEL totalt  | 24  | 3  | 4  | 7   | 2  | —  | — | — | —  | — |
| NCAA totalt  | NCAA totalt             | NCAA totalt  | 159 | 73 | 67 | 140 | 26 | —  | — | — | —  | — |
| USHL totalt  | USHL totalt             | USHL totalt  | 57  | 31 | 40 | 71  | 32 | —  | — | — | —  | — |